# Ore City (Texas)
Ore City es una ciudad ubicada en el condado de Upshur en el estado estadounidense de Texas. En el Censo de 2010 tenía una población de 1.144 habitantes y una densidad poblacional de 209,73 personas por km².

## Geografía
Ore City se encuentra ubicada en las coordenadas 32°48′5″N 94°43′2″O / 32.80139, -94.71722. Según la Oficina del Censo de los Estados Unidos, Ore City tiene una superficie total de 5.45 km², de la cual 5.38 km² corresponden a tierra firme y (1.42%) 0.08 km² es agua.

## Demografía
Según el censo de 2010, había 1.144 personas residiendo en Ore City. La densidad de población era de 209,73 hab./km². De los 1.144 habitantes, Ore City estaba compuesto por el 84.97% blancos, el 7.34% eran afroamericanos, el 1.4% eran amerindios, el 1.31% eran asiáticos, el 0% eran isleños del Pacífico, el 3.67% eran de otras razas y el 1.31% pertenecían a dos o más razas. Del total de la población el 10.05% eran hispanos o latinos de cualquier raza.